# Samson Nowacki
Samson Nowacki, ros. Самсон Новацкий (ur. u schyłku XVI wieku, zm. w XVII wieku) – polski szlachcic, zesłaniec, dowódca wojskowy w służbie carskiej, jeden z kilku zdobywców Jakucji i terenów przyległych dla Rosji. 
Polski szlachcic, wzięty do niewoli przez wojska rosyjskie i w 1621 zesłany na Syberię. Po przyjęciu prawosławia zaliczony w poczet niższej szlachty rosyjskiej tak zwanych „synów bojarskich”. Następnie zorganizował w Tobolsku jedną z pierwszych rosyjskich ekspedycji wojskowo-badawczych nad Jenisej i Lenę, gdzie działał w roku 1628 i późniejszych. Celem wyprawy było przede wszystkim podporządkowanie miejscowej ludności władzy carskiej, zorganizowanie poboru danin, ale także rozpoznanie tego prawie nieznanego Rosji kraju. Dzięki podzieleniu swoich sił na szereg oddziałów zdołał on, po walkach z miejscowymi plemionami, zorganizować zaczątki administracji carskiej w Jakucji.